# Vol'ha Zjuz'kova
Vol'ha Iharaŭna Zjuz'kova (in bielorusso Вольга Ігараўна Зюзькова?; Masty, 14 giugno 1983) è una cestista bielorussa.

## Carriera
Con la Bielorussia ha disputato i Giochi olimpici di Rio de Janeiro 2016, i Campionati mondiali del 2014 e quattro edizioni dei Campionati europei (2015, 2017, 2019, 2021).